# Aomar Mohellebi
Aomar Mohellebi (En tamazight: Σumaṛ Muḥelbi, en arabe : عمر محلبي) est un journaliste et écrivain algérien de Kabylie,.

## Biographie
Né le 22 août 1964 à Mekla dans la wilaya de Tizi-Ouzou, il a fait ses études primaires et moyennes à Boudjima, près de Tigzirt sur mer, puis le secondaire au technicum de Tizi Ouzou ville. 
Après l'obtention du BAC il suit ses études supérieures à l'Institut National des Industries Manufacturières (INIM) de Boumerdès.
Il débute dans le journalisme en 1993 au quotidien l'Opinion, à Boumerdès, alors étudiant, grâce à l'aide du journaliste Mohand Arezki Boumendil, un enseignant à l'Institut National des Industries Alimentaires dans la même ville.
Après la fin de ses études à Boumerdes, il retourne à Tizi Ouzou et fait de brefs passages en tant que correspondant du Soir d'Algérie et du Matin jusqu'à fin 1994, puis journaliste au bureau de Tizi-Ouzou de Liberté de 1994 à 2002, puis Dépêche de Kabylie : de 2002 à 2008.
Et 2008 il travaille au quotidien l'Expression en tant que journaliste culturel.
En 2007 il lance une revue TAFSUT, une revue qui a cessé de paraître après juste trois numéros faute de sponsors. Les numéros de la revue sont consacrés à : La cause identitaire amazige, La Jeunesse Sportive de Kabylie  et le tout premier sur l'artiste Matoub Lounès.

## Livres, par ordre de parution
- Les feux de l'amour (poèmes)
- Les enfants du boycott (essai)
- Un amour en Kabylie (roman)
- L'amour au pied du Djurdjura
- Le terrorisme en Kabylie
- Les montagnes pleurent aussi (roman)
- Écrivains de Kabylie[4].